# Ваља Санђеорђулуј (Хунедоара)
Ваља Санђеорђулуј (рум. Valea Sângeorgiului) насеље је у Румунији у округу Хунедоара у општини Калан. Oпштина се налази на надморској висини од 280 m.

## Становништво
Према подацима из 2002. године у насељу је живело 324 становника, од којих су сви румунске националности.